# Bledlow
Bledlow är en by i civil parish Bledlow-cum-Saunderton, i kommunen Buckinghamshire, i England. Byn är belägen 12 km från Aylesbury. Bledlow var en civil parish fram till 1934 när blev den en del av Bledlow cum Saunderton. Civil parish hade 925 invånare år 1931. Byn nämndes i Domedagsboken (Domesday Book) år 1086, och kallades då Bledlai.